# Корсионе
Корсио̀не (на италиански: Corsione; на пиемонтски: Cursiùn, Курсиун) е село и община в Северна Италия, провинция Асти, регион Пиемонт. Разположено е на 287 m надморска височина. Населението на общината е 239 души (към 2014 г.).